# Ахеджаков, Меджид Салехович
Меджи́д Са́лехович Ахеджа́ков (15 мая 1914, Майкоп, Кубанская область, Российская империя — 3 января 2012, Москва, Россия) — советский театральный режиссёр; заслуженный деятель искусств РСФСР (1957), народный артист Республики Адыгея, кавалер ордена Ленина. Основатель и первый режиссёр драматического театра Республики Адыгея. Член ВКП(б) с 1932 года.
Отчим актрисы, народной артистки Российской Федерации Лии Ахеджаковой.

## Биография
Меджид Салехович Ахеджаков родился 15 мая 1914 года в Майкопе. Происходит из знатного адыгского (черкесского) княжеского рода Ахеджак (Ахеджаковых). Не исключено, что это семейная легенда, но этот род в исторических источниках действительно значится.
С 1925 года учился в Адыгейском учебном городке в Краснодаре, сначала в общеобразовательной школе, затем в сельскохозяйственном техникуме. Актёрский талант начал проявляться уже тогда: Меджид Ахеджаков принимал активное участие в творческой жизни школы и техникума как певец, актёр и танцор. В 1932 году вступил в ВКП(б).
С 1936 по 1941 год обучался в Государственном институте театрального искусства (ГИТИС) имени А. В. Луначарского на режиссёрском факультете (класс Н. М. Горчакова). Во время обучения не ограничивался только программой курса, дополнительно посещал репетиции известных мастеров, в частности, В. Н. Немировича-Данченко во МХАТе. За трудолюбие и целеустремлённость студент Ахеджаков был отмечен персональной стипендией. К слову, М. С. Ахеджаков является первым адыгским профессиональным режиссёром, окончившим московский театральный институт.
После окончания института М. С. Ахеджаков вернулся в Майкоп. Работал сначала режиссёром, а потом главным режиссёром объединённого (адыгейская и русская труппы) драматического театра в Майкопе. Более четверти века отдал развитию театрального искусства Адыгеи. За это время Меджид Салехович поставил более ста крупных спектаклей и сыграл более семидесяти ролей современного и классического репертуара.
Меджид Ахеджаков вёл педагогическую работу, занимался переводами. Перевёл на адыгейский язык такие пьесы, как «Ревизор», «Коварство и любовь», «Женитьба Фигаро». C конца 1950-х годов работал на руководящих должностях в Адыгейской автономной области, возглавлял областное управление культуры.
В 1971 году режиссёр ушёл на пенсию. В последние годы жизни Ахеджаков ослеп. Он жил в небольшой московской квартире, где его дочь, актриса Лия Ахеджакова, создала максимально комфортную обстановку для почти слепого человека. Большую часть его квартиры занимал уникальный архив ценных книг, фотографий и документов, посвящённых истории и культуре Адыгеи, который режиссёр собрал по крупицам за время работы. Часть собранного Меджид Салехович Ахеджаков передал государству, другую хотел подарить Адыгее, предварительно создав в Майкопе музей театрального искусства. Однако адыгейские власти отказались выделить помещение, сославшись на отсутствие денежных средств.
Меджид Ахеджаков скончался 3 января 2012 года в возрасте 97 лет в Москве. 
Причина смерти — сердечная недостаточность.
Был похоронен 6 января в одной могиле с женой на Востряковском кладбище (центральная территория, участок № 132).

## Семья
- Жена — Ахеджакова, Юлия Александровна (1916—1990) — актриса Адыгейского драматического театра, заслуженная артистка РСФСР[8].
- Дочь — Ахеджакова, Лия Меджидовна (род. 1938) — советская и российская актриса театра и кино. Меджид и Лия Ахеджаковы сыграли роли отца и дочери в фильме Эльдара Рязанова «Старые клячи».

## Награды и достижения
- Орден Ленина
- Орден Трудового Красного Знамени
- Медаль «За доблестный труд в Великой Отечественной войне 1941—1945 гг.»
- Медаль «За заслуги перед Республикой Адыгея»
- Заслуженный деятель искусств РСФСР (1957)
- Народный артист Республики Адыгея

## Творчество

### Режиссёрские работы
- 1940 — «Платон Кречет» А. Е. Корнейчука
- 1940—1941 — «Разорванные цепи» А. К. Евтыха
- 1956 — «Кремлёвские куранты» Н. Ф. Погодина
- 1958 — «Возмездие» Дж. Джагупова
- 1958 — «Женихи» Ереджиба Мамия
- 1960 — «Заурхан и Зауркан» А. Ш. Хачака
- 1961 — «Умной матери дочь» Т. Керашева
- 1961 — «У меня две мамы» А. Ш. Хачака
- 1963 — «Мнимое равнодушие» Лопе де Веги
- 1968 — «Женитьба Фигаро» Бомарше
- 1968 — «Барабанщица» А. Д. Салынского
- 1969 — «Дуэль» М. Байджиева

### Фильмография
- 2000 — Старые клячи — отец Любы